# Иванко Захарьинич
Иванко Захарьинич (Иванко Захарьиниц) (ум. 1175 г.) — новгородский посадник в 1171 и 1172—1175 гг.

## Посадничество
В начале 1171 г. князь Рюрик Ростиславич назначил Иванко Захарьинича на должность Новгородского посадника, но в том же году он его лишился в пользу Жирослава. После недовольства новгородцев и ухода из Новгорода князя Юрия Андреевича, Иванко Захарьинич в 1172 г. вновь назначается посадником. В 1175 г. Иванко Захарьинич умирает, после смерти которого посадником становится Жирослав. Уже после смерти Иванко, в летописи сообщается, что в 1177 г. погорел Неревский конец от Иванковой, то есть от усадьбы Иванко Захарьинича.

## На берестяных грамотах
На Неревском раскопе в Новгороде были найдены берестяные грамоты (№ 80, 117, 226), принадлежность которых посаднику Иванку является доказанным фактом. Тексты испорчены, только можно узнать адресат — на всех трёх грамотах фигурирует Иванко, а также Степан (№ 117) и Мирошка (№ 226).

## Семья
1. Захария
  1. Иванко Захарьинич
    1. Юрий Иванкович